# 열역학적 성질
열역학적 성질은 에너지 측면에서 열역학계의 상태를 설명하는 성질이다. 가장 일반적인 네 가지 열역학적 성질은 엔탈피, 엔트로피, 깁스 자유 에너지 및 내부 에너지이다.